# Eichenberg (Berkheim)
Eichenberg ist ein Ortsteil der Gemeinde Berkheim im Landkreis Biberach in Oberschwaben im Bundesland in Baden-Württemberg.

## Beschreibung

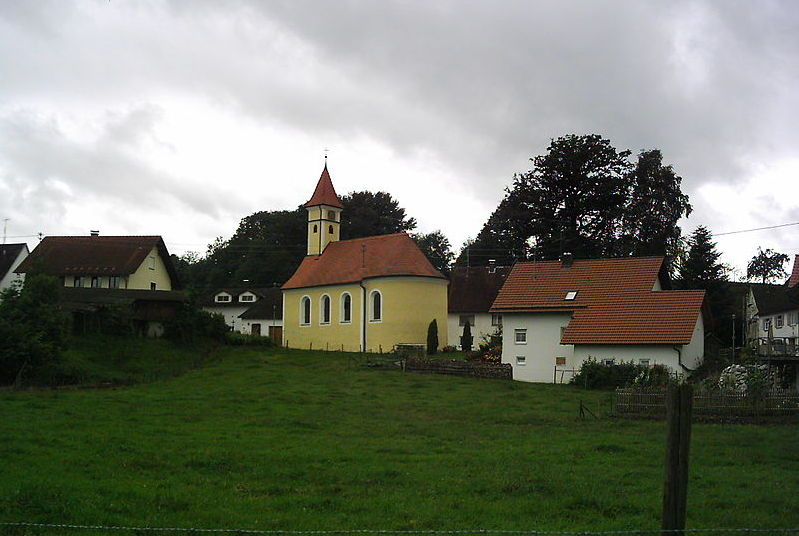
Kapelle St. Martin (2007)

Eichenberg wurde im Jahre 1182 als „Eichiberg“ erstmals urkundlich erwähnt. Der Ort liegt im Tal der Rot, an der Bundesstraße 312. Das Rottal liegt in Eichenberg um rund 10 Meter höher als die Niederterrasse des Illertals. Die Austraße verbindet Eichenberg mit dem Teilort Zell an der Rot. Auf dem Gemeindegebiet verläuft auch die Kreisstraße 7583, die den Ort mit Berkheim verbindet. In unmittelbarer Nähe von Eichenberg befinden sich die weiteren Teilorte Grabenmühle, erwähnt 1439 als Mühle zu Graben, und der Hof Schelleneigen (um 1430). Sowohl das Kloster Ochsenhausen als auch Rot an der Rot hatten Besitz und Rechte in Eichenberg.
Die Rot wurde auf dem Gemeindegebiet in den Jahren 1962 bis 1969 begradigt. Der Ort ist landwirtschaftlich geprägt. Im Jahre 1910 wurde in Berkheim die Molkereigenossenschaft gegründet. Etwas später entstand auch in Eichenberg der Milchproduzentenverein Eichenberg. Die 1887 gegründete Freiwillige Feuerwehr von Berkheim hat ein Feuerwehrhaus in Eichenberg.

## Bauwerke
- Die Kapelle St. Martin aus dem Jahre 1789 wurde während der Amtszeit von Abt Willebold Held von der damaligen Reichsabtei Rot an der Rot erbaut.

## Söhne und Töchter der Gemeinde
- Martin Dreyer (1748–1795), Maler